# Gymnoris dentata
La passera lagia minore (Gymnoris dentata (Sundevall, 1850)) è un uccello della famiglia dei Passeridi diffuso nella fascia di territorio che va dalla Mauritania alla Guinea e, verso est, giunge fino a Eritrea, Etiopia e Sudan del Sud, nonché nelle regioni sud-occidentali della penisola arabica.